# دیوید رامولو

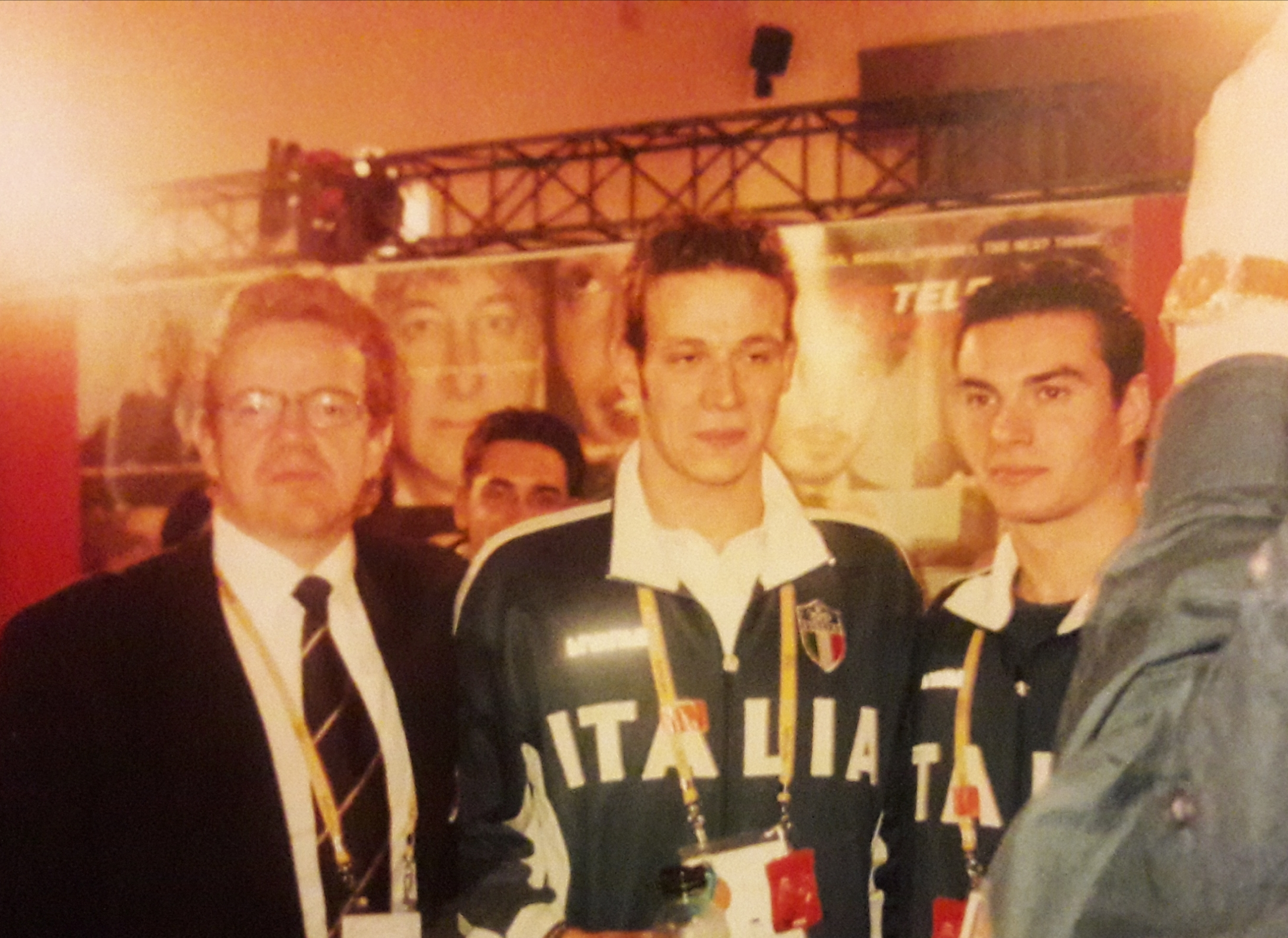
«دیوید رامولو» اولین نفر در سمت راست تصویر

دیوید رامولو (به انگلیسی: Davide Rummolo) (زادهٔ ۱۲ نوامبر ۱۹۷۷) شناگر اهل ایتالیا است.